# 마장프리미엄휴게소
마장프리미엄휴게소(麻長프리미엄休憩所, Majang Premium Service Area)는 경기도 이천시 마장면 중부고속도로 82 (목리)에 위치한 중부고속도로와 제2중부고속도로의 휴게소이다. 중부고속도로 하남방향과 제2중부고속도로 이천방향에만 휴게소가 통합형으로 존재한다. 2013년 4월 4일에 신설 개장하였으며, 건물의 연면적은 27,491m2로서 영동고속도로 덕평자연휴게소의 3배 수준에 이른다. 제2중부고속도로 이천방향의 경우 2013년 7월 5일에 회차로가 설치되었으며, 이 회차로를 통해 중부고속도로 하남방향으로 회차가 가능하다. 흔히 마장휴게소라고도 불리나 정식 명칭은 아니며, 이는 고속도로 본선 상 표지판에 표시되는 명칭이다. 한국도로공사 홈페이지에서는 마장복합휴게소로 표시하고 있다.

## 시설
- 브랜드매장 : 파리바게뜨, 맥도날드, 스타벅스, 카페베네, 던킨도너츠, 롯데마트, OASIS24[3], 노스케이프
- 정유소 : SK에너지
- LPG 충전소 : SK에너지
- 경정비소 : 없음
- 화물휴게소 : 없음

## 전후
중부고속도로 하남 방향
- 마장 분기점 → 마장프리미엄휴게소 → 서이천 나들목
- 음성휴게소 → 마장프리미엄휴게소 → 이천쌀휴게소

제2중부고속도로 이천 방향
- 마장 분기점 ← 마장프리미엄휴게소 ← 신둔 나들목
- 고속도로 기점 ← 마장프리미엄휴게소 ← 고속도로 종점